# 2018년 동계 올림픽 오스트리아 선수단
2018년 동계 올림픽 오스트리아 선수단은 대한민국 평창에서 개최되는 2018년 동계 올림픽에 참가하는 올림픽 오스트리아 선수단이다.

## 메달 집계

### 종목별 참가 선수 및 메달 수
| 종목              | 참가 선수 | 1 | 2 | 3 | 메달 합계 |
| 노르딕복합        | 1         |   |   |   |           |
| 루지              | 5         |   |   |   |           |
| 바이애슬론        | 6         |   |   |   |           |
| 봅슬레이          | 6         |   |   |   |           |
| 스노보드          | 11        |   |   |   |           |
| 스켈레톤          |           |   |   |   |           |
| 스키점프          | 4         |   |   |   |           |
| 스피드스케이팅    | 1         |   |   |   |           |
| 알파인 스키       | 4         |   |   |   |           |
| 크로스컨트리 스키 | 4         |   |   |   |           |
| 프리스타일 스키   | 9         |   |   |   |           |
| 피겨 스케이팅     | 7         |   |   |   |           |
| 합계              | 105       | 5 | 3 | 6 | 14        |

## 종목별 성적

### 루지
남자
| 선수                      | 세부 종목 | 1차 시기 | 1차 시기 | 2차 시기 | 2차 시기 | 3차 시기 | 3차 시기 | 4차 시기 | 4차 시기 | 합계 | 합계 |
| 선수                      | 세부 종목 | 기록     | 순위     | 기록     | 순위     | 기록     | 순위     | 기록     | 순위     | 기록 | 순위 |
| Reinhard Egger            | Singles   | 48.221   | 20       | 47.903   | 11       |          |          |          |          |      |      |
| 다비트 글라이어셔         | Singles   | 47.652   | 1        | 47.835   | 7        |          |          |          |          |      |      |
| Wolfgang Kindl            | Singles   | 47.955   | 11       | 47.858   | 9        |          |          |          |          |      |      |
| Peter Penz Georg Fischler | Doubles   |          |          |          |          | 빈칸     | 빈칸     | 빈칸     | 빈칸     |      |      |
| Thomas Steu Lorenz Koller | Doubles   |          |          |          |          | 빈칸     | 빈칸     | 빈칸     | 빈칸     |      |      |

### 바이애슬론
| 선수 | 세부 종목 | 기록 | 사격 실수 | 순위 |

### 봅슬레이
| 선수 | 세부 종목 | 1차 시기 | 1차 시기 | 2차 시기 | 2차 시기 | 3차 시기 | 3차 시기 | 4차 시기 | 4차 시기 | 합계 | 합계 |
| 선수 | 세부 종목 | 기록     | 순위     | 기록     | 순위     | 기록     | 순위     | 기록     | 순위     | 기록 | 순위 |

### 스켈레톤
| 선수 | 세부 종목 | 1차 시기 | 1차 시기 | 2차 시기 | 2차 시기 | 3차 시기 | 3차 시기 | 4차 시기 | 4차 시기 | 합계 | 합계 |
| 선수 | 세부 종목 | 기록     | 순위     | 기록     | 순위     | 기록     | 순위     | 기록     | 순위     | 기록 | 순위 |

### 피겨 스케이팅
| 선수 | 세부 종목 | 쇼트 프로그램 | 쇼트 프로그램 | 프리 스케이팅 | 프리 스케이팅 | 합계 | 합계 |
| 선수 | 세부 종목 | 점수          | 순위          | 점수          | 순위          | 점수 | 순위 |